# Dialogo tra un impegnato e un non so
Dialogo tra un impegnato e un non so è un album di Giorgio Gaber pubblicato nel 1972.

## Il disco
Raccoglie le canzoni dell'omonimo spettacolo scritto da Gaber e Sandro Luporini, registrato al Politeama Genovese di Genova nei giorni 6-7-8 novembre 1972.
Le matrici hanno la data del 13 novembre.
I tecnici del suono sono Gianfranco Soldo e Mario Carulli; il soggetto della copertina è di Nadia Pazzaglia, mentre le note di copertina sono di Franco Lorenzo Arruga, (dalla Presentazione all'interno del programma dello spettacolo).

## Tracce

### Disco 1
LATO A
1. La libertà (introduzione) - 0:45
2. Dialogo I (prosa) - 1:48
3. Un'idea - 3:05
4. Le cipolle (prosa) - 2:43
5. Il signor G e l'amore - 3:00
6. Lo shampoo - 3:53
7. La macchina (prosa) - 2:51
8. L'ingranaggio (prima parte) - 0:44
9. Il pelo (prosa) - 2:12
10. L'ingranaggio (seconda parte) - 3:25

LATO B
1. Dialogo II (prosa) - 0:45
2. La presa del potere - 3:52
3. Gli intellettuali (canzone-prosa) - 2:54
4. È sabato - 4:21
5. Noci di cocco (prosa) - 2:09
6. La libertà - 3:39
7. La bombola (prosa) - 3:05

### Disco 2
LATO A
1. La benda (prosa) - 2:50
2. La caccia - 2:48
3. La collana (prosa) - 2:31
4. Il mestiere del padre - 3:31
5. Lui (prosa) - 2:15
6. I borghesi - 4:34
7. L'amico - 3:53
8. Dialogo III (prosa) - 0:58

LATO B
1. Oh Madonnina dei dolori - 4:39
2. Ci sono dei momenti - 2:45
3. La sedia (prosa) - 2:01
4. Al bar Casablanca - 3:28
5. Nixon (prosa) - 2:50
6. Gli operai - 3:31
7. Dialogo IV (prosa) - 2:24
8. Finale - 0:59

## Musicisti
- Giorgio Gaber - voce, voci parlate
- Giorgio Caselatto - pianoforte
- Giancarlo Ratti - batteria, percussioni
- Ivo Meletti - chitarra
- Giancarlo Messaggi - contrabbasso